# ARISE

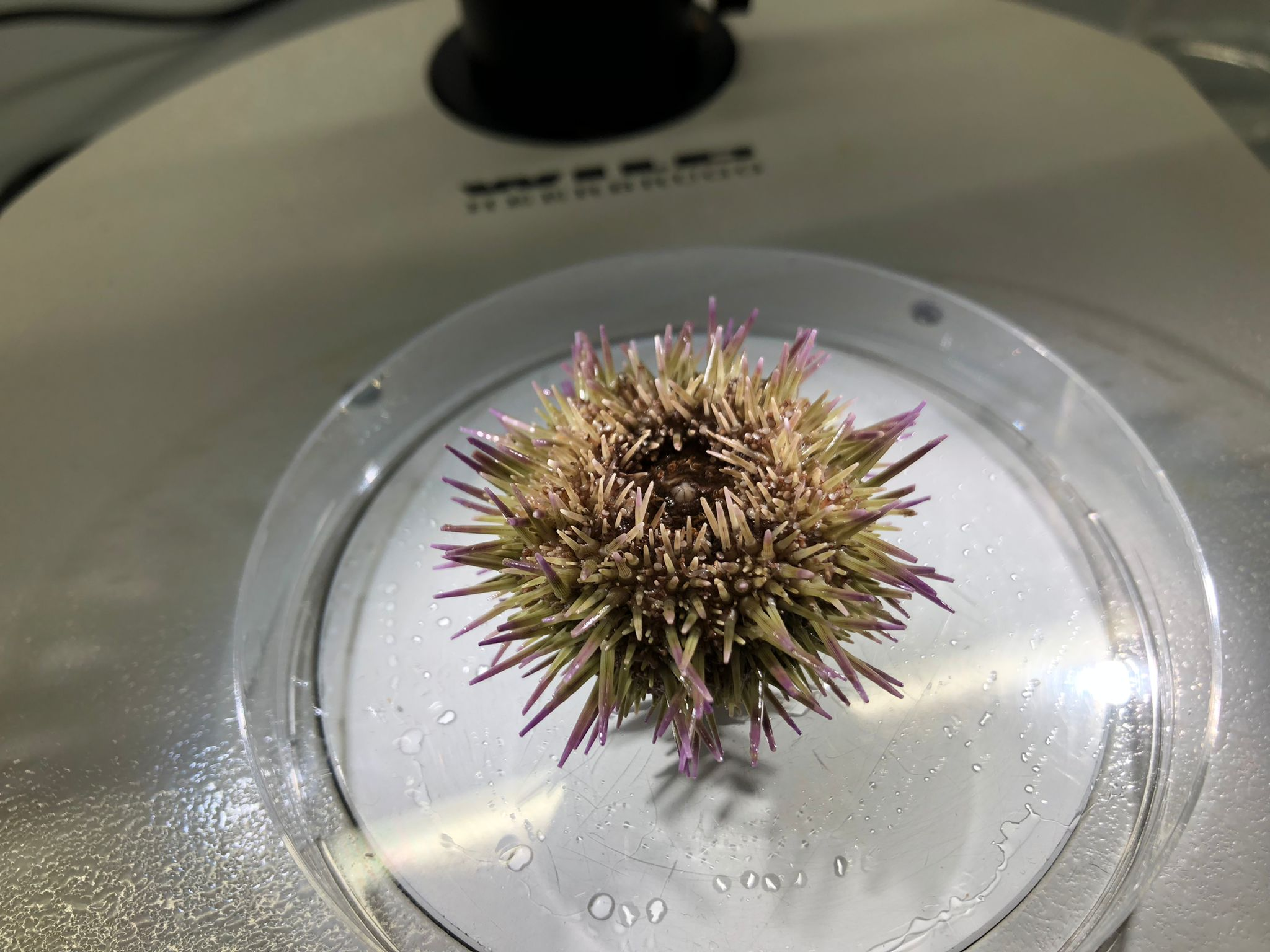
Afnemen van een genetische vingerafdruk bij een kleine zeeappel in Naturalis ten behoeve van het onderzoeksprogramma.

ARISE is een Nederlands wetenschappelijk onderzoeksprogramma voor het volledig in kaart brengen van de biodiversiteit in Europees Nederland. Daarnaast heeft het project als doel om een semi-geautomatiseerde infrastructuur op te zetten om soorten te identificeren met beeld- en geluidsherkenning, radargegevens en environmental DNA (eDNA).
Het project is gestart in 2020 en heeft als doel om binnen vijf tot tien jaar de gehele levende meercellige natuur te monitoren, zowel grote als kleine organismen waaronder schimmels, algen en insecten. De programmanaam staat voor Authoritative and Rapid Identification of Species and Ecosystems. Het is een samenwerking tussen Naturalis Biodiversity Center, de Universiteit van Amsterdam, het Westerdijk Fungal Biodiversity Institute en de Universiteit Twente. Voor veldonderzoek wordt samengewerkt met vrijwilligers van de Nederlandse soortenorganisaties. Het project wordt gecoördineerd vanuit Naturalis in Leiden. ARISE wordt gesubsidieerd met 18 miljoen euro van NWO in het kader van de Nationale Roadmap Grootschalige Wetenschappelijke Infrastructuur.

## Monitoringslocaties
Op verschillende plekken in Nederland worden monitoringslocaties opgezet om via apparatuur de biodiversiteit te monitoren. Zo is in april 2021 een vogelradar in de dierentuin Artis in Amsterdam geplaatst om de vogeltrek te monitoren. In november 2021 zijn autonome Diopsis-cameravallen geplaatst in de Amsterdamse Waterleidingduinen om insecten te monitoren.